# 1839
Portal Geschichte | Portal Biografien | Aktuelle Ereignisse | Jahreskalender | Tagesartikel

◄ |
18. Jahrhundert |
19. Jahrhundert
| 20. Jahrhundert | ►

◄ |
1800er |
1810er |
1820er |
1830er
| 1840er | 1850er | 1860er | ►

◄◄ |
◄ |
1835 |
1836 |
1837 |
1838 |
1839
| 1840 | 1841 | 1842 | 1843 | ► | ►►
Staatsoberhäupter · Wahlen · Nekrolog   · Musikjahr
| Januar | Januar | Januar | Januar | Januar | Januar | Januar | Januar |
| Kw     | Mo     | Di     | Mi     | Do     | Fr     | Sa     | So     |
| ------ | ------ | ------ | ------ | ------ | ------ | ------ | ------ |
| 1      |        | 1      | 2      | 3      | 4      | 5      | 6      |
| 2      | 7      | 8      | 9      | 10     | 11     | 12     | 13     |
| 3      | 14     | 15     | 16     | 17     | 18     | 19     | 20     |
| 4      | 21     | 22     | 23     | 24     | 25     | 26     | 27     |
| 5      | 28     | 29     | 30     | 31     |        |        |        |

| Februar | Februar | Februar | Februar | Februar | Februar | Februar | Februar |
| Kw      | Mo      | Di      | Mi      | Do      | Fr      | Sa      | So      |
| ------- | ------- | ------- | ------- | ------- | ------- | ------- | ------- |
| 5       |         |         |         |         | 1       | 2       | 3       |
| 6       | 4       | 5       | 6       | 7       | 8       | 9       | 10      |
| 7       | 11      | 12      | 13      | 14      | 15      | 16      | 17      |
| 8       | 18      | 19      | 20      | 21      | 22      | 23      | 24      |
| 9       | 25      | 26      | 27      | 28      |         |         |         |

| März | März | März | März | März | März | März | März |
| Kw   | Mo   | Di   | Mi   | Do   | Fr   | Sa   | So   |
| ---- | ---- | ---- | ---- | ---- | ---- | ---- | ---- |
| 9    |      |      |      |      | 1    | 2    | 3    |
| 10   | 4    | 5    | 6    | 7    | 8    | 9    | 10   |
| 11   | 11   | 12   | 13   | 14   | 15   | 16   | 17   |
| 12   | 18   | 19   | 20   | 21   | 22   | 23   | 24   |
| 13   | 25   | 26   | 27   | 28   | 29   | 30   | 31   |

| April | April | April | April | April | April | April | April |
| Kw    | Mo    | Di    | Mi    | Do    | Fr    | Sa    | So    |
| ----- | ----- | ----- | ----- | ----- | ----- | ----- | ----- |
| 14    | 1     | 2     | 3     | 4     | 5     | 6     | 7     |
| 15    | 8     | 9     | 10    | 11    | 12    | 13    | 14    |
| 16    | 15    | 16    | 17    | 18    | 19    | 20    | 21    |
| 17    | 22    | 23    | 24    | 25    | 26    | 27    | 28    |
| 18    | 29    | 30    |       |       |       |       |       |

| Mai | Mai | Mai | Mai | Mai | Mai | Mai | Mai |
| Kw  | Mo  | Di  | Mi  | Do  | Fr  | Sa  | So  |
| 18  |     |     | 1   | 2   | 3   | 4   | 5   |
| 19  | 6   | 7   | 8   | 9   | 10  | 11  | 12  |
| 20  | 13  | 14  | 15  | 16  | 17  | 18  | 19  |
| 21  | 20  | 21  | 22  | 23  | 24  | 25  | 26  |
| 22  | 27  | 28  | 29  | 30  | 31  |     |     |
| --- | --- | --- | --- | --- | --- | --- | --- |

| Juni | Juni | Juni | Juni | Juni | Juni | Juni | Juni |
| Kw   | Mo   | Di   | Mi   | Do   | Fr   | Sa   | So   |
| ---- | ---- | ---- | ---- | ---- | ---- | ---- | ---- |
| 22   |      |      |      |      |      | 1    | 2    |
| 23   | 3    | 4    | 5    | 6    | 7    | 8    | 9    |
| 24   | 10   | 11   | 12   | 13   | 14   | 15   | 16   |
| 25   | 17   | 18   | 19   | 20   | 21   | 22   | 23   |
| 26   | 24   | 25   | 26   | 27   | 28   | 29   | 30   |

| Juli | Juli | Juli | Juli | Juli | Juli | Juli | Juli |
| Kw   | Mo   | Di   | Mi   | Do   | Fr   | Sa   | So   |
| ---- | ---- | ---- | ---- | ---- | ---- | ---- | ---- |
| 27   | 1    | 2    | 3    | 4    | 5    | 6    | 7    |
| 28   | 8    | 9    | 10   | 11   | 12   | 13   | 14   |
| 29   | 15   | 16   | 17   | 18   | 19   | 20   | 21   |
| 30   | 22   | 23   | 24   | 25   | 26   | 27   | 28   |
| 31   | 29   | 30   | 31   |      |      |      |      |

| August | August | August | August | August | August | August | August |
| Kw     | Mo     | Di     | Mi     | Do     | Fr     | Sa     | So     |
| ------ | ------ | ------ | ------ | ------ | ------ | ------ | ------ |
| 31     |        |        |        | 1      | 2      | 3      | 4      |
| 32     | 5      | 6      | 7      | 8      | 9      | 10     | 11     |
| 33     | 12     | 13     | 14     | 15     | 16     | 17     | 18     |
| 34     | 19     | 20     | 21     | 22     | 23     | 24     | 25     |
| 35     | 26     | 27     | 28     | 29     | 30     | 31     |        |

| September | September | September | September | September | September | September | September |
| Kw        | Mo        | Di        | Mi        | Do        | Fr        | Sa        | So        |
| --------- | --------- | --------- | --------- | --------- | --------- | --------- | --------- |
| 35        |           |           |           |           |           |           | 1         |
| 36        | 2         | 3         | 4         | 5         | 6         | 7         | 8         |
| 37        | 9         | 10        | 11        | 12        | 13        | 14        | 15        |
| 38        | 16        | 17        | 18        | 19        | 20        | 21        | 22        |
| 39        | 23        | 24        | 25        | 26        | 27        | 28        | 29        |
| 40        | 30        |           |           |           |           |           |           |

| Oktober | Oktober | Oktober | Oktober | Oktober | Oktober | Oktober | Oktober |
| Kw      | Mo      | Di      | Mi      | Do      | Fr      | Sa      | So      |
| ------- | ------- | ------- | ------- | ------- | ------- | ------- | ------- |
| 40      |         | 1       | 2       | 3       | 4       | 5       | 6       |
| 41      | 7       | 8       | 9       | 10      | 11      | 12      | 13      |
| 42      | 14      | 15      | 16      | 17      | 18      | 19      | 20      |
| 43      | 21      | 22      | 23      | 24      | 25      | 26      | 27      |
| 44      | 28      | 29      | 30      | 31      |         |         |         |

| November | November | November | November | November | November | November | November |
| Kw       | Mo       | Di       | Mi       | Do       | Fr       | Sa       | So       |
| -------- | -------- | -------- | -------- | -------- | -------- | -------- | -------- |
| 44       |          |          |          |          | 1        | 2        | 3        |
| 45       | 4        | 5        | 6        | 7        | 8        | 9        | 10       |
| 46       | 11       | 12       | 13       | 14       | 15       | 16       | 17       |
| 47       | 18       | 19       | 20       | 21       | 22       | 23       | 24       |
| 48       | 25       | 26       | 27       | 28       | 29       | 30       |          |

| Dezember | Dezember | Dezember | Dezember | Dezember | Dezember | Dezember | Dezember |
| Kw       | Mo       | Di       | Mi       | Do       | Fr       | Sa       | So       |
| -------- | -------- | -------- | -------- | -------- | -------- | -------- | -------- |
| 48       |          |          |          |          |          |          | 1        |
| 49       | 2        | 3        | 4        | 5        | 6        | 7        | 8        |
| 50       | 9        | 10       | 11       | 12       | 13       | 14       | 15       |
| 51       | 16       | 17       | 18       | 19       | 20       | 21       | 22       |
| 52       | 23       | 24       | 25       | 26       | 27       | 28       | 29       |
| 1        | 30       | 31       |          |          |          |          |          |

| Januar | Januar | Januar | Januar | Januar | Januar | Januar | Januar |
| Kw     | Mo     | Di     | Mi     | Do     | Fr     | Sa     | So     |
| ------ | ------ | ------ | ------ | ------ | ------ | ------ | ------ |
| 1      |        | 1      | 2      | 3      | 4      | 5      | 6      |
| 2      | 7      | 8      | 9      | 10     | 11     | 12     | 13     |
| 3      | 14     | 15     | 16     | 17     | 18     | 19     | 20     |
| 4      | 21     | 22     | 23     | 24     | 25     | 26     | 27     |
| 5      | 28     | 29     | 30     | 31     |        |        |        |

| Februar | Februar | Februar | Februar | Februar | Februar | Februar | Februar |
| Kw      | Mo      | Di      | Mi      | Do      | Fr      | Sa      | So      |
| ------- | ------- | ------- | ------- | ------- | ------- | ------- | ------- |
| 5       |         |         |         |         | 1       | 2       | 3       |
| 6       | 4       | 5       | 6       | 7       | 8       | 9       | 10      |
| 7       | 11      | 12      | 13      | 14      | 15      | 16      | 17      |
| 8       | 18      | 19      | 20      | 21      | 22      | 23      | 24      |
| 9       | 25      | 26      | 27      | 28      |         |         |         |

| März | März | März | März | März | März | März | März |
| Kw   | Mo   | Di   | Mi   | Do   | Fr   | Sa   | So   |
| ---- | ---- | ---- | ---- | ---- | ---- | ---- | ---- |
| 9    |      |      |      |      | 1    | 2    | 3    |
| 10   | 4    | 5    | 6    | 7    | 8    | 9    | 10   |
| 11   | 11   | 12   | 13   | 14   | 15   | 16   | 17   |
| 12   | 18   | 19   | 20   | 21   | 22   | 23   | 24   |
| 13   | 25   | 26   | 27   | 28   | 29   | 30   | 31   |

| April | April | April | April | April | April | April | April |
| Kw    | Mo    | Di    | Mi    | Do    | Fr    | Sa    | So    |
| ----- | ----- | ----- | ----- | ----- | ----- | ----- | ----- |
| 14    | 1     | 2     | 3     | 4     | 5     | 6     | 7     |
| 15    | 8     | 9     | 10    | 11    | 12    | 13    | 14    |
| 16    | 15    | 16    | 17    | 18    | 19    | 20    | 21    |
| 17    | 22    | 23    | 24    | 25    | 26    | 27    | 28    |
| 18    | 29    | 30    |       |       |       |       |       |

| Mai | Mai | Mai | Mai | Mai | Mai | Mai | Mai |
| Kw  | Mo  | Di  | Mi  | Do  | Fr  | Sa  | So  |
| 18  |     |     | 1   | 2   | 3   | 4   | 5   |
| 19  | 6   | 7   | 8   | 9   | 10  | 11  | 12  |
| 20  | 13  | 14  | 15  | 16  | 17  | 18  | 19  |
| 21  | 20  | 21  | 22  | 23  | 24  | 25  | 26  |
| 22  | 27  | 28  | 29  | 30  | 31  |     |     |
| --- | --- | --- | --- | --- | --- | --- | --- |

| Juni | Juni | Juni | Juni | Juni | Juni | Juni | Juni |
| Kw   | Mo   | Di   | Mi   | Do   | Fr   | Sa   | So   |
| ---- | ---- | ---- | ---- | ---- | ---- | ---- | ---- |
| 22   |      |      |      |      |      | 1    | 2    |
| 23   | 3    | 4    | 5    | 6    | 7    | 8    | 9    |
| 24   | 10   | 11   | 12   | 13   | 14   | 15   | 16   |
| 25   | 17   | 18   | 19   | 20   | 21   | 22   | 23   |
| 26   | 24   | 25   | 26   | 27   | 28   | 29   | 30   |

| Juli | Juli | Juli | Juli | Juli | Juli | Juli | Juli |
| Kw   | Mo   | Di   | Mi   | Do   | Fr   | Sa   | So   |
| ---- | ---- | ---- | ---- | ---- | ---- | ---- | ---- |
| 27   | 1    | 2    | 3    | 4    | 5    | 6    | 7    |
| 28   | 8    | 9    | 10   | 11   | 12   | 13   | 14   |
| 29   | 15   | 16   | 17   | 18   | 19   | 20   | 21   |
| 30   | 22   | 23   | 24   | 25   | 26   | 27   | 28   |
| 31   | 29   | 30   | 31   |      |      |      |      |

| August | August | August | August | August | August | August | August |
| Kw     | Mo     | Di     | Mi     | Do     | Fr     | Sa     | So     |
| ------ | ------ | ------ | ------ | ------ | ------ | ------ | ------ |
| 31     |        |        |        | 1      | 2      | 3      | 4      |
| 32     | 5      | 6      | 7      | 8      | 9      | 10     | 11     |
| 33     | 12     | 13     | 14     | 15     | 16     | 17     | 18     |
| 34     | 19     | 20     | 21     | 22     | 23     | 24     | 25     |
| 35     | 26     | 27     | 28     | 29     | 30     | 31     |        |

| September | September | September | September | September | September | September | September |
| Kw        | Mo        | Di        | Mi        | Do        | Fr        | Sa        | So        |
| --------- | --------- | --------- | --------- | --------- | --------- | --------- | --------- |
| 35        |           |           |           |           |           |           | 1         |
| 36        | 2         | 3         | 4         | 5         | 6         | 7         | 8         |
| 37        | 9         | 10        | 11        | 12        | 13        | 14        | 15        |
| 38        | 16        | 17        | 18        | 19        | 20        | 21        | 22        |
| 39        | 23        | 24        | 25        | 26        | 27        | 28        | 29        |
| 40        | 30        |           |           |           |           |           |           |

| Oktober | Oktober | Oktober | Oktober | Oktober | Oktober | Oktober | Oktober |
| Kw      | Mo      | Di      | Mi      | Do      | Fr      | Sa      | So      |
| ------- | ------- | ------- | ------- | ------- | ------- | ------- | ------- |
| 40      |         | 1       | 2       | 3       | 4       | 5       | 6       |
| 41      | 7       | 8       | 9       | 10      | 11      | 12      | 13      |
| 42      | 14      | 15      | 16      | 17      | 18      | 19      | 20      |
| 43      | 21      | 22      | 23      | 24      | 25      | 26      | 27      |
| 44      | 28      | 29      | 30      | 31      |         |         |         |

| November | November | November | November | November | November | November | November |
| Kw       | Mo       | Di       | Mi       | Do       | Fr       | Sa       | So       |
| -------- | -------- | -------- | -------- | -------- | -------- | -------- | -------- |
| 44       |          |          |          |          | 1        | 2        | 3        |
| 45       | 4        | 5        | 6        | 7        | 8        | 9        | 10       |
| 46       | 11       | 12       | 13       | 14       | 15       | 16       | 17       |
| 47       | 18       | 19       | 20       | 21       | 22       | 23       | 24       |
| 48       | 25       | 26       | 27       | 28       | 29       | 30       |          |

| Dezember | Dezember | Dezember | Dezember | Dezember | Dezember | Dezember | Dezember |
| Kw       | Mo       | Di       | Mi       | Do       | Fr       | Sa       | So       |
| -------- | -------- | -------- | -------- | -------- | -------- | -------- | -------- |
| 48       |          |          |          |          |          |          | 1        |
| 49       | 2        | 3        | 4        | 5        | 6        | 7        | 8        |
| 50       | 9        | 10       | 11       | 12       | 13       | 14       | 15       |
| 51       | 16       | 17       | 18       | 19       | 20       | 21       | 22       |
| 52       | 23       | 24       | 25       | 26       | 27       | 28       | 29       |
| 1        | 30       | 31       |          |          |          |          |          |

## Ereignisse

### Politik und Weltgeschehen

#### Europa
- 3. Februar: Im Kaisertum Österreich tritt das Kaiserlich österreichische Familienstatut in Kraft, das Hausgesetz der habsburgischen Dynastie.
- 9. März: Das preußische Regulativ über die Beschäftigung jugendlicher Arbeiter in den Fabriken verbietet Kinderarbeit vor Vollendung des neunten Lebensjahres. Es gilt als das erste deutsche Gesetz zum Arbeitsschutz.
- 19. April: Das Londoner Protokoll wird zum Abschluss der Londoner Konferenz von den europäischen Großmächten unterzeichnet; in Folge wird Belgien völkerrechtlich anerkannt und die Provinz Limburg wird ein Teil des Deutschen Bundes.
- 6. September: Züriputsch
- 3. Dezember: Durch den Tod Friedrichs VI. wird sein Cousin Christian VIII. König von Dänemark und Norwegen.

#### Asien
- 16. Januar: Großbritannien erobert das jemenitische Aden.
- 3. Februar: Die indische Hafenstadt Karatschi wird wegen ihrer strategischen Lage am Flussdelta des Indus von britischen Truppen eingenommen.
- Februar: In Korea setzen Verfolgungen der katholischen Kirche ein, Bischof Laurent Imbert muss untertauchen.
- 18. März: Der Kaiser von China untersagt ausländischen Handelsgesellschaften, Opium nach China zu importieren
- 24. März: Der chinesische Spitzenbeamte Lin Zexu verbietet in Kanton durch Ausführen eines kaiserlichen Edikts Ausländern den Opiumhandel in China und lässt 350 Kaufleute in ihren Faktoreien internieren. Der Erste Opiumkrieg wird durch die Aktion heraufbeschworen.
- 25. April: Britische Truppen nehmen kampflos die Stadt Kandahar ein.
- 24. Juni: In Nizip unterliegen in einer Schlacht zwischen dem Osmanischen Reich unter Sultan Mahmud II. und Ägypten, das sich unter  Muhammad Ali Pascha, dem Khediven, vom Osmanischen Reich gelöst hatte, die osmanischen Truppen unter Hafiz Pascha den ägyptischen Truppen, die in den Jahren vorher Palästina und Syrien erobert hatten unter dem Befehl von Ibrahim Pascha, dem Sohn Muhammad Alis.
- 23. August: Die Briten besetzen Hongkong, um eine Operationsbasis für einen Krieg mit dem Kaiserreich China zu haben.
- 21. September: Nachdem er sich im Vormonat den Behörden gestellt hatte, wird Bischof Laurent Imbert zusammen mit zwei weiteren Missionaren hingerichtet.
- 3. November: Hatt-ı Scherif („Edles Handschreiben“) von Gülhane, Reformedikt des osmanischen Sultans Abdülmecid I., das den Beginn der Reformen des Tanzimat markiert
- 3. November: Nach einem Warnschuss beginnen in Hongkong die Kampfhandlungen im Ersten Opiumkrieg, als das britische Handelsschiff Royal Saxon die britische Blockade auf dem Perlfluss durchbrechen und nach Guangzhou segeln will.

#### Südamerika
- 12. Januar: Niederlage der peruanischen Flotte im Peruanisch-Bolivianischen Konföderationskrieg
- 20. Januar: Peruanisch-Bolivianischer Konföderationskrieg: In der Schlacht von Yungay besiegt General Agustín Gamarra mit seinen Truppen und der Hilfe Chiles das Heer der Allianz aus Peru und Bolivien unter Andrés de Santa Cruz, der damit sein Amt als Protektor der peru-bolivischen Republik verliert. General Gamarra wird erneut Präsident Perus.
- 25. August: Die Republik Nord-Peru geht ebenso wie die Republik Süd-Peru im wiedervereinigten Peru auf. Die Peruanisch-Bolivianische Konföderation wird zugleich beendet.

#### Nord- und Mittelamerika
- 13. April: Austritt von Guatemala aus der Zentralamerikanischen Konföderation

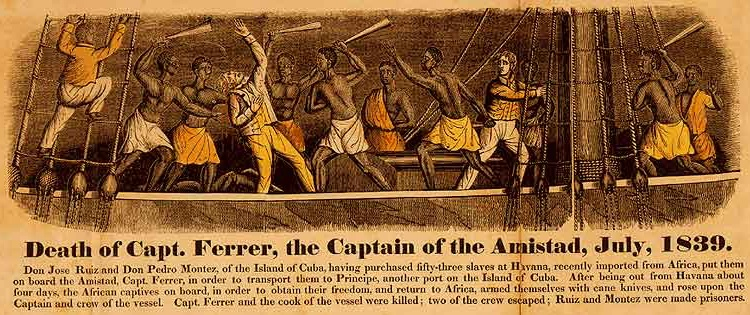
Amistad-Revolte

- 26. August: Vor Long Island wird das angebliche Piratenschiff La Amistad von der USS Washington aufgebracht. Die nachfolgenden Amistad-Prozesse tragen zur Abschaffung der Sklaverei in den Vereinigten Staaten bei.
- 13. November: Die Liberty Party wird als erste Partei der Anti-Sklaverei-Bewegung in der Geschichte der Vereinigten Staaten gegründet.
- Die Russisch-Amerikanische Kompagnie gibt Fort Ross auf und zieht sich aus Kalifornien zurück.

#### Afrika
- 11. November: Voortrekker gründen den Burenstaat Natalia im Osten Südafrikas, weil sie von Großbritannien unabhängig sein wollen.

#### Entdeckungsfahrten
- 9. Februar: John Balleny, der Kapitän eines britischen Walfängers, entdeckt im Südlichen Ozean mit Sturge Island die erste Insel der nach ihm benannten Balleny-Inseln. Sein Begleiter Thomas Freeman betritt das Land.
- 6. September: Das polynesische Atoll Ahe wird – als eines der letzten des Tuamotu-Archipels – vom US-Marineoffizier Charles Wilkes entdeckt und kartographiert.
- Charles Wilkes gelangt an das nach ihm benannte Wilkes-Land und entdeckt damit vermutlich den Kontinent Antarktika.

### Wirtschaft

#### Unternehmensgründungen
- Die Versicherung Colonia wird in Köln gegründet.
- Der Niederösterreichische Gewerbeverein wird gegründet.

#### Verkehr
- Januar: Mit der Cumberland Valley Railroad Bridge wird in Pennsylvania die erste Eisenbahnbrücke über den Susquehanna River eröffnet.

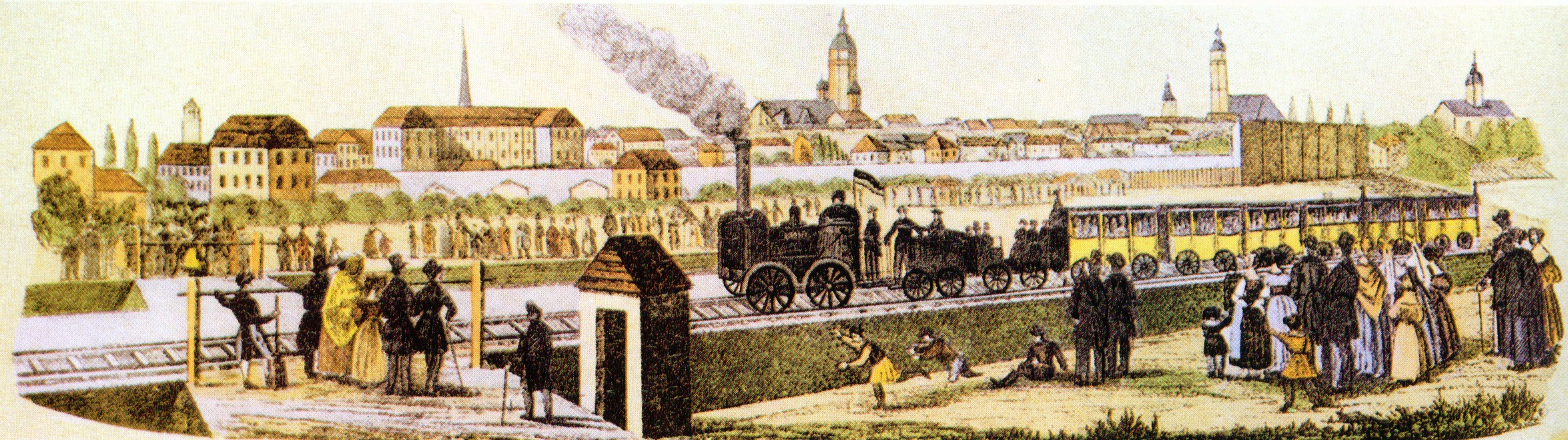
Eröffnung der Leipzig-Dresdner Bahn

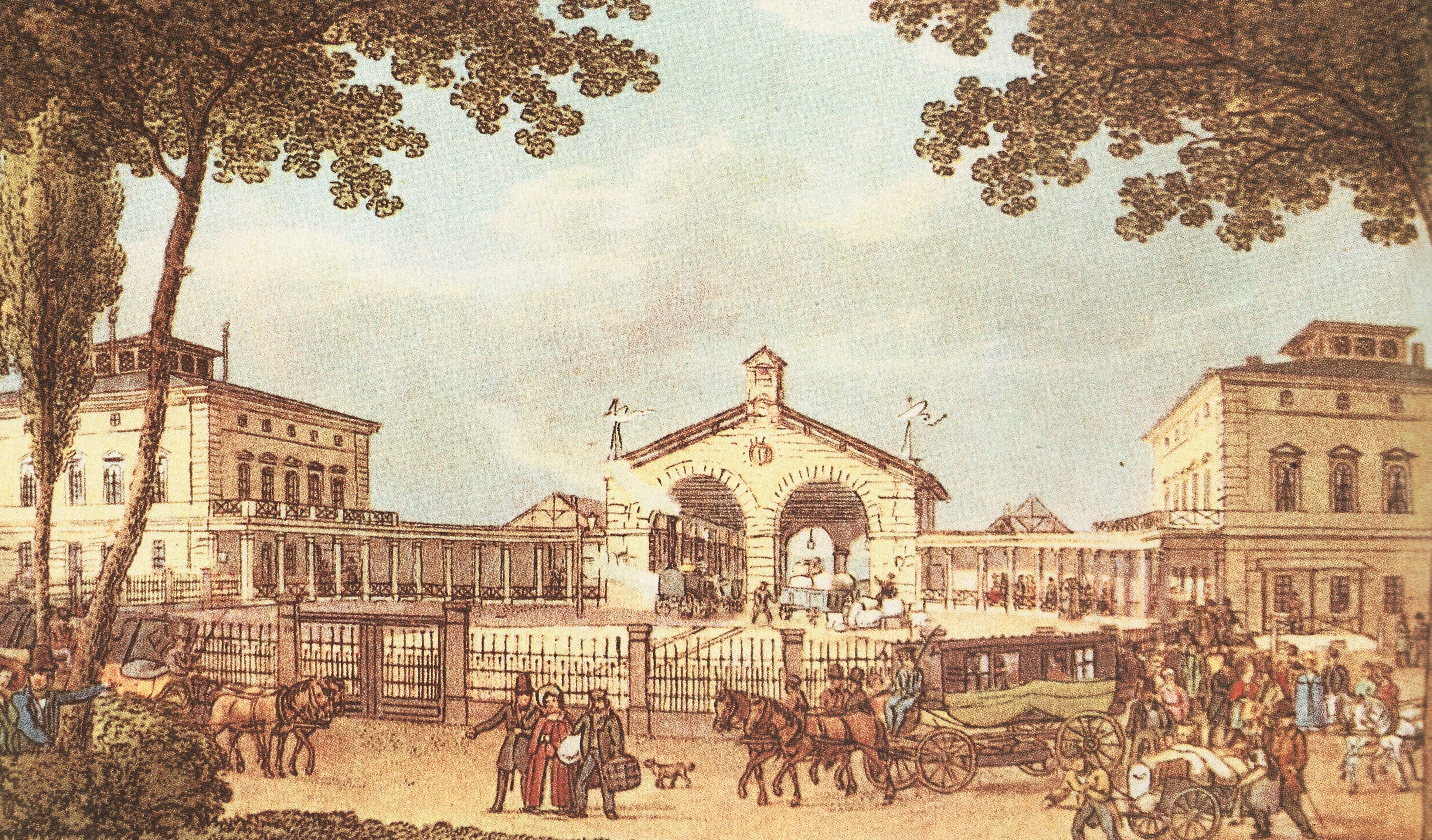
Kopfbau des Leipziger Bahnhofs in Dresden (1839)

- 7. April: Mit Inbetriebnahme der Elbebrücke von Riesa wird nach fast vierjähriger Bauzeit die von der Leipzig-Dresdner Eisenbahn-Compagnie betriebene erste Eisenbahn-Fernverbindung Deutschlands, die Bahnstrecke Leipzig–Dresden fertiggestellt. Zugleich wird auch der schon seit dem Vorjahr in Betrieb befindliche Leipziger Bahnhof in Dresden feierlich eröffnet.
- 20. September: Zwischen Amsterdam und Haarlem wird die erste Bahnstrecke der Niederlande in Betrieb genommen. Die Oude Lijn wird später zur Bahnstrecke Amsterdam–Rotterdam.
- 26. September: Die erste Teilstrecke der von Paul Camille von Denis errichteten Taunus-Eisenbahn vom Taunusbahnhof, errichtet vom Mainzer Baumeister Ignaz Opfermann an der Taunusanlage in Frankfurt am Main, ins nassauische Städtchen Höchst am Main wird eröffnet. Am 24. November erreicht der Schienenweg Hattersheim.
- 31. Dezember: Die erste deutsche Pferdeomnibuslinie zwischen Hamburg und dem dänisch-holsteinischen Altona nimmt ihren Betrieb auf.
- Mit der Straßenbahn Montbrison–Montrond wird die erste Straßenbahn Europas eröffnet.

### Wissenschaft und Technik

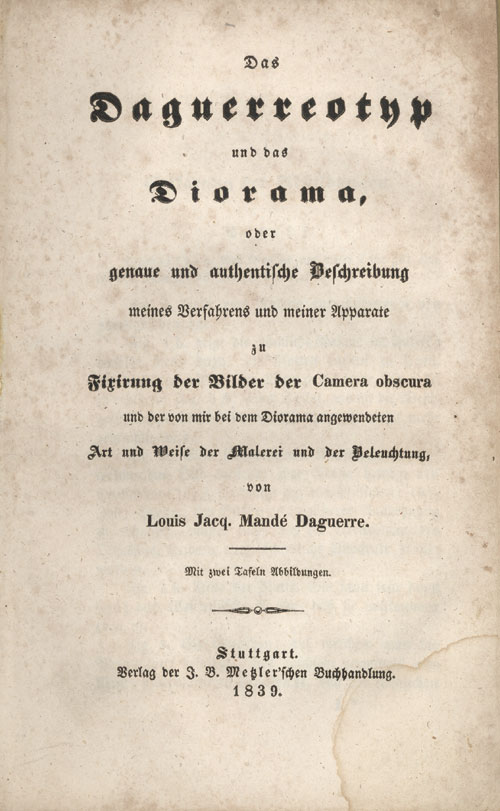
Beschreibung der Daguerreotypie

- 7. Januar: Louis Daguerre beschreibt das Prinzip der Daguerreotypie vor der französischen Akademie der Wissenschaften.
- 15. November: Gründung des Corps Franconia Karlsruhe
- Entdeckung der Vulkanisation durch Charles Goodyear
- Christian Friedrich Schönbein entdeckt das Ozon.
- Alexandre Edmond Becquerel stößt bei Experimenten auf den photoelektrischen Effekt.
- Theodor Schwann und Matthias Jakob Schleiden begründen die Zelltheorie.
- Gründung des Mineralogischen Museums Hamburg

### Kultur
- 23. März: Erstmals wird der Gebrauch von OK als Abkürzung für oll korrect in der Zeitung Boston Morning Post dokumentiert.

#### Bildende Kunst

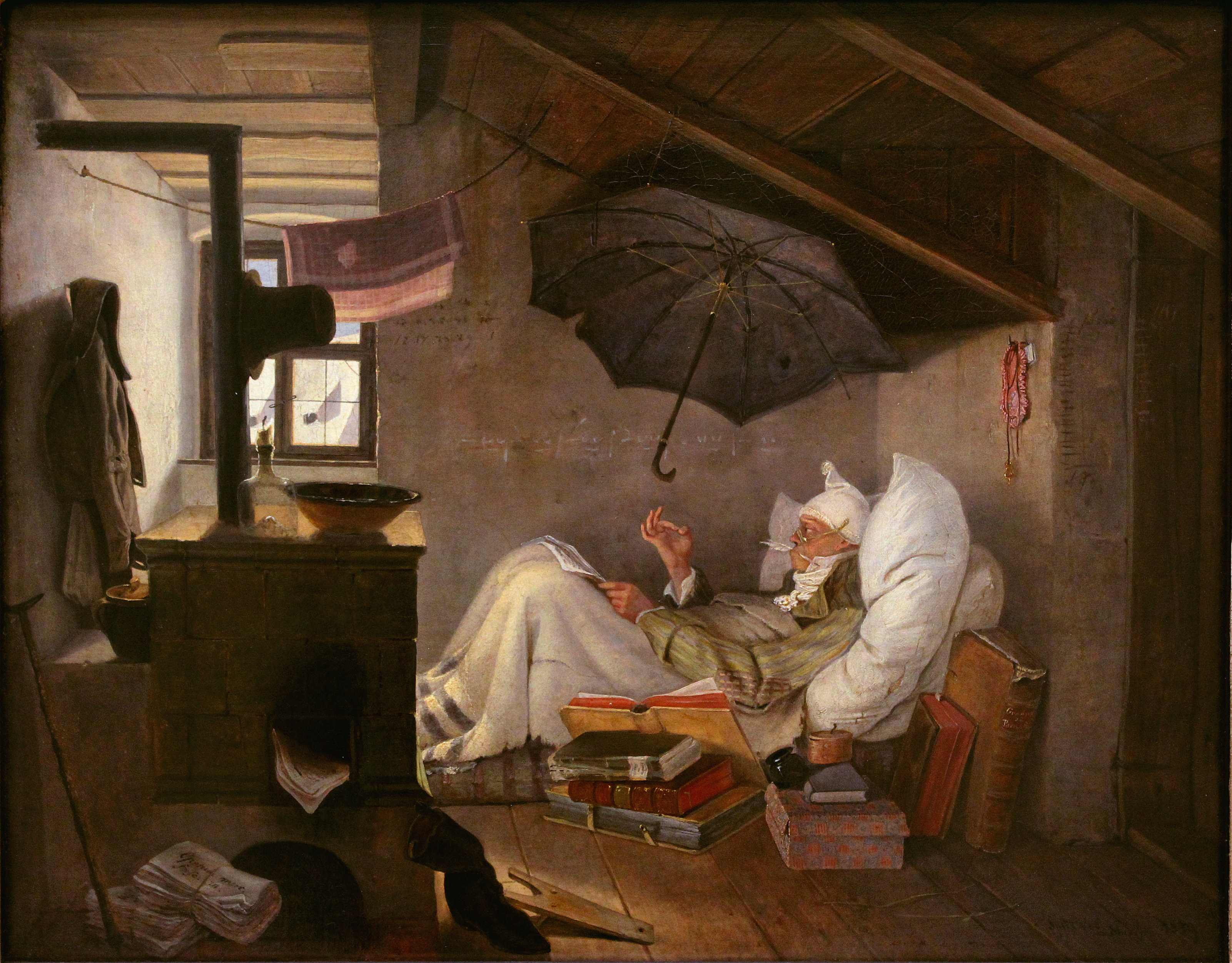
Spitzweg: Der arme Poet

- Die bekannteste Version des Gemäldes Der arme Poet von Carl Spitzweg entsteht. Die Erstversion stammt aus dem Jahr 1837.
- Gründung des Kölnischen Kunstvereins

#### Literatur

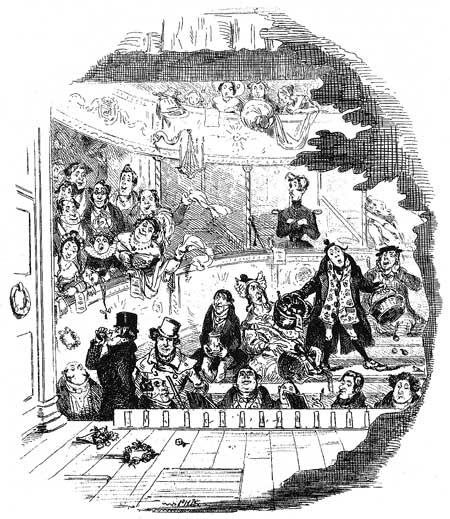
Nicholas Nickleby, Illustration von Hablot Browne, 1839

#### Musik und Theater
- 8. Januar: Die Uraufführung der Oper Romilda von Ferdinand Hiller erfolgt am Teatro alla Scala di Milano in Mailand.
- 8. Februar: Am Theater am Kärntnertor in Wien wird die romantische Oper Die Genueserin von Peter Joseph von Lindpaintner uraufgeführt.
- 9. März: Die Uraufführung der Oper Il bravo von Saverio Mercadante findet am Teatro alla Scala di Milano in Mailand statt.
- 21. März: Felix Mendelssohn Bartholdy dirigiert auf Anregung von Robert Schumann die postume Uraufführung von Franz Schuberts Großer Sinfonie C-Dur im Gewandhaus in Leipzig. Die Sinfonie setzt sich in der Folge jedoch nur langsam durch.
- 15. April: Die komische Oper Les treize von Fromental Halévy wird an der Opéra-Comique in Paris uraufgeführt.
- 20. Mai: Die Oper Die Regenbrüder von Ignaz Lachner wird in Stuttgart uraufgeführt.
- 20. September: Die Uraufführung der Komischen Oper Caramo oder Das Fischerstechen von Albert Lortzing findet am Stadttheater in Leipzig statt.
- 17. November: Oberto conte di San Bonifacio, Giuseppe Verdis erste Oper, wird am Teatro alla Scala in Mailand uraufgeführt. Obwohl die Oper nach einem Libretto von Antonio Piazza und Temistocle Solera bei der Uraufführung ein Erfolg ist, kann sie sich in den Folgejahren nicht im Opernrepertoire durchsetzen.

### Gesellschaft
- Das Caffè degli Specchi in Triest wird eröffnet.

### Religion
- Gründung des Erzbistums Addis Abeba. Erster Bischof wird am 10. März der italienische Missionar Justinus de Jacobis

### Katastrophen
- 25. November: Über Indien tobt ein Zyklon, der Flutwellen mitbringt. Das Desaster kostet geschätzt 300.000 Tote. Die Hafenstadt Coringa wird total zerstört und hinterher nicht mehr aufgebaut.

### Sport
- 14. Juni: Auf der Themse wird die erste Henley Regatta ausgetragen. Der Ruderwettbewerb findet derart großen Anklang, dass eine jährliche Wiederholung beschlossen wird.
- Die Galopprennbahn Freudenau bei Wien wird eröffnet.

## Geboren

### Januar/Februar
- 01. Januar: Ouida, englische Schriftstellerin († 1908)
- 04. Januar: Carl Humann, deutscher Ingenieur, Architekt und Archäologe († 1896)
- 05. Januar: Gottfried Lindauer, tschechischer Maler († 1926)
- 05. Januar: Nicolás de Piérola, Präsident von Peru († 1913)
- 06. Januar: Basilio Haggiar, syrischer Erzbischof († 1919)
- 09. Januar: John Knowles Paine, US-amerikanischer Komponist († 1906)
- 11. Januar: Eugenio María de Hostos, puerto-ricanischer Schriftsteller und Pädagoge († 1903)
- 11. Januar: Elisabeth Järnefelt, Förderin der finnischen Kultur und Kunst, Schwiegermutter von Jean Sibelius († 1929)
- 17. Januar: Ludwig Barth zu Barthenau, österreichischer Chemiker († 1890)
- 17. Januar: Wilhelm von Diez, deutscher Maler († 1907)

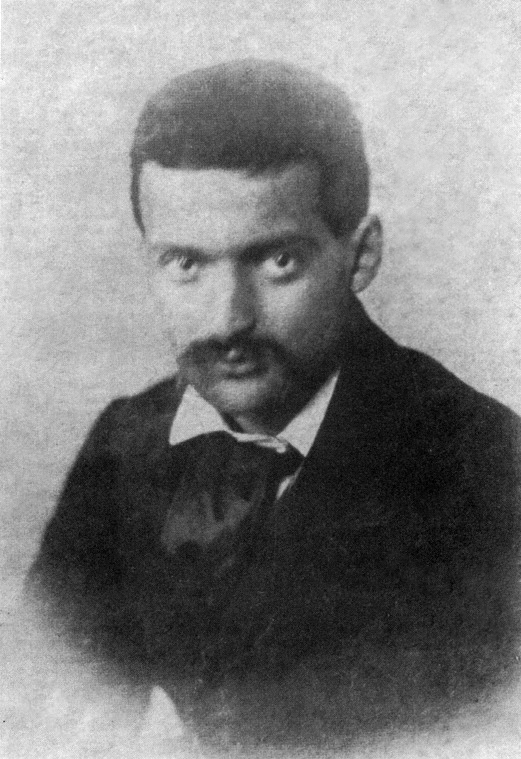
Paul Cézanne, um 1861

- 19. Januar: Paul Cézanne, französischer Maler († 1906)
- 25. Januar: August Gottlieb Friedrich Wilhelm Ernst Ammann, deutscher Dichter, Schriftsteller und Gymnasiallehrer († 1910)
- 25. Januar: Heinrich Moldenschardt, deutscher Architekt († 1891)
- 31. Januar: Curt von Knobelsdorff, preußischer Oberstleutnant († 1904)
- 02. Februar: Wolfgang Helbig, deutscher Archäologe († 1915)
- 03. Februar: Auguste Glardon, Schweizer evangelischer Geistlicher († 1922)
- 06. Februar: Ferdinand Forzinetti, französischer Gefängnisdirektor († 1909)
- 09. Februar: Silas Adams, US-amerikanischer Politiker († 1896)

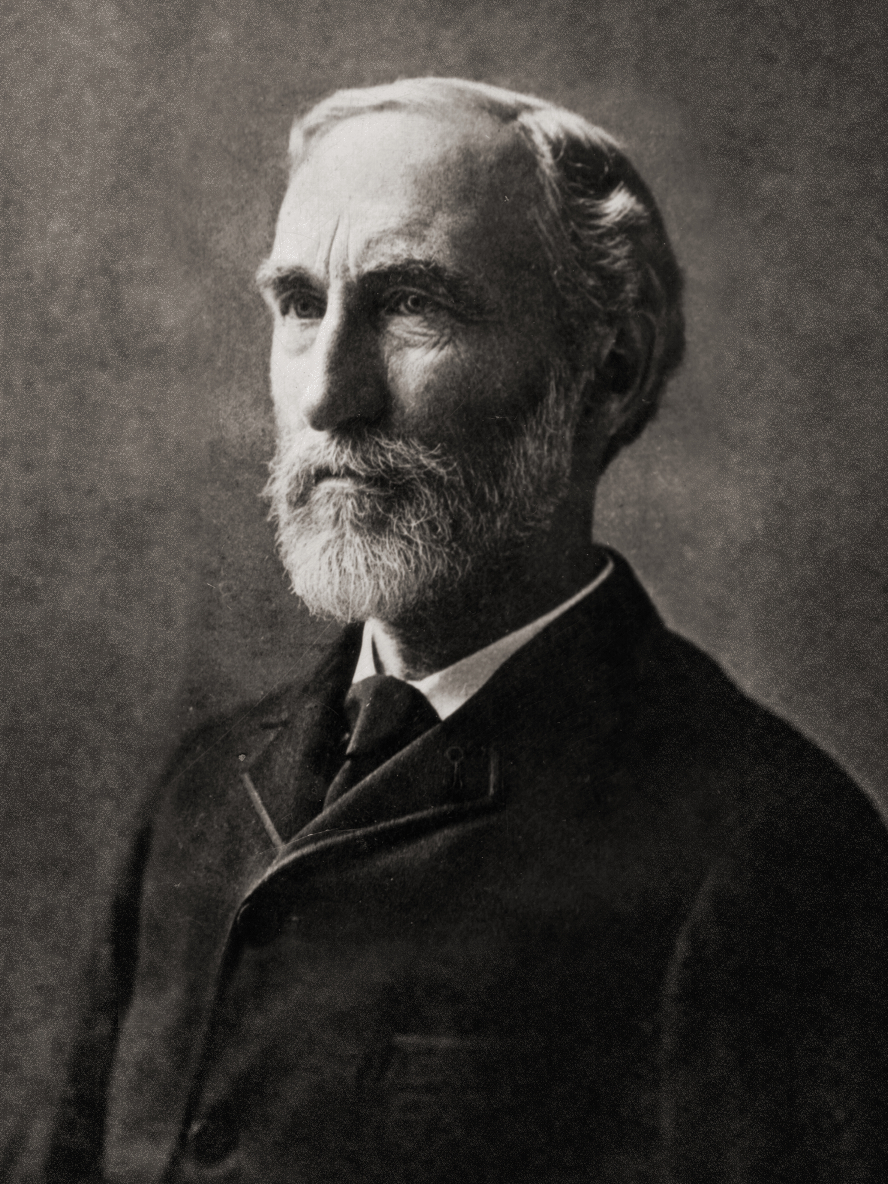
Josiah Willard Gibbs

- 11. Februar: Josiah Willard Gibbs, US-amerikanischer Physiker († 1903)
- 14. Februar: Hermann Hankel, deutscher Mathematiker († 1873)
- 14. Februar: Leopold Pfaundler von Hadermur, österreichischer Physiker († 1920)
- 15. Februar: Hieronymous Georg Zeuthen, dänischer Professor der Mathematik († 1920)
- 18. Februar: August Thon, deutscher Rechtswissenschaftler († 1912)
- 19. Februar: Friedrich Althoff, preußischer Kulturpolitiker († 1908)
- 27. Februar: Victor Capoul, französischer Opernsänger († 1924)

### März/April
- 02. März: Françis Planté, französischer Pianist († 1934)
- 03. März: Jamshedji Tata, indischer Unternehmer und Industrieller († 1904)
- 06. März: Olegario Víctor Andrade, argentinischer Dichter († 1882)
- 06. März: Reinhard Kekulé von Stradonitz, deutscher Archäologe († 1911)
- 07. März: Ludwig Mond, deutsch-britischer Chemiker und Industrieller († 1909)
- 08. März: Josephine Cochrane, US-amerikanische Erfinderin der Geschirrspülmaschine († 1913)
- 08. März: James Mason Crafts, US-amerikanischer Chemiker († 1917)
- 09. März: Maria Zanders, deutsche Unternehmerin und Kulturstifterin († 1904)
- 10. März: Joaquin Miller, US-amerikanischer Schriftsteller († 1913)
- 10. März: Heinrich Roller, deutscher Stenograph († 1916)
- 11. März: Arthur Pue Gorman, US-amerikanischer Politiker († 1906)
- 11. März: Franz von Meran, Sohn von Erzherzog Johann († 1891)
- 16. März: Sully Prudhomme, französischer Dichter († 1907)
- 17. März: Josef Gabriel Rheinberger, liechtensteinischer Komponist († 1901)
- 17. März: Hendrik Wefers Bettink, niederländischer Pharmakologe († 1921)
- 18. März: Heinrich Adam, deutsch-österreichischer Architekt und Wiener Gemeinderat († 1905)
- 18. März: Karl Dilthey, deutscher Altphilologe († 1907)
- 21. März: Modest Petrowitsch Mussorgski, russischer Komponist († 1881)
- 23. März: Julius von Hann, österreichischer Mathematiker und Meteorologe († 1921)
- 25. März: Marianne Hainisch, österreichische Begründerin und Führerin der Frauenbewegung († 1936)
- 27. März: Gottlieb Viehe, deutscher evangelischer Missionar († 1901)
- 30. März: Paul-Alcide Blancpain, Schweizer Brauereiunternehmer († 1899)
- 03. April: Heinrich Nissen, deutscher Althistoriker († 1912)
- 03. April: Carl du Prel, deutscher Philosoph, Spiritist und okkulter Schriftsteller († 1899)
- 07. April: David Baird, US-amerikanischer Politiker († 1927)
- 11. April: Ludwig Auer, deutscher christlicher Bildungsreformer, Schriftsteller, Verleger und Unternehmer († 1914)
- 12. April: Nikolai Prschewalski, russischer Militär und Forschungsreisender († 1888)
- 18. April: Henry Kendall, australischer Schriftsteller († 1882)
- 19. April: Georg Adalbert Huhn, Stadtpfarrer und Prälat in München, Abgeordneter in der Bayerischen Abgeordnetenkammer († 1903)
- 20. April: Karl I., rumänischer Fürst und König († 1914)
- 23. April: Robert M. A. Hawk, US-amerikanischer Politiker († 1882)
- 25. April: Ernst Faber, deutscher Sinologe und Missionar († 1899)
- 25. April: Roswell K. Colcord, US-amerikanischer Politiker († 1939)
- 29. April: François-Charles-Marie Gillard, französischer Geistlicher und ernannter römisch-katholischer Bischof von Constantine-Hippone († 1880)
- 30. April: Karl Salvator, österreichischer Erzherzog und Prinz von Toskana († 1892)
- 30. April: Floriano Peixoto, brasilianischer Politiker und Militär († 1895)

### Mai/Juni
- 01. Mai: Adolf Guyer-Zeller, Schweizer Unternehmer († 1899)

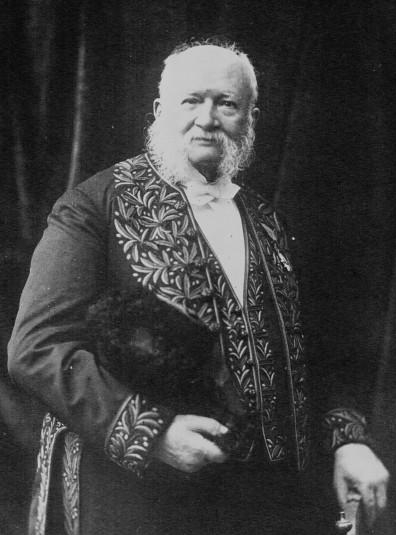
Hilaire de Chardonnet, 1926

- 01. Mai: Hilaire de Chardonnet, französischer Chemiker und Industrieller († 1924)
- 03. Mai: Franz Weineck, deutscher Gymnasialdirektor und Heimatforscher († 1921)
- 05. Mai: Henry Nettleship, englischer Philologe († 1893)
- 06. Mai: Hermann Manz, deutscher Verleger, Buch- und Kunsthändler († 1896)
- 07. Mai: Elisha Albright Hoffman, US-amerikanischer presbyterianischer Geistlicher und Kirchenlieddichter († 1929)
- 13. Mai: Franz Michael Felder, österreichischer Schriftsteller († 1869)
- 13. Mai: Friedrich Rose, deutscher Chemiker († 1925)
- 19. Mai: Joseph Maria von Radowitz, deutscher Diplomat († 1912)
- 20. Mai: Emilie Vouga-Pradez, Schweizer Malerin († 1909)
- 22. Mai: Thomas Charles Power, US-amerikanischer Politiker († 1923)
- 28. Mai: Wilhelm von Hartel, österreichischer Altphilologe und Minister für Unterricht und Kultus († 1907)
- 30. Mai: Hermann Naftali Adler, Oberrabbiner des Vereinigten Königreichs († 1911)
- 03. Juni: Warren Otis Arnold, US-amerikanischer Politiker († 1910)
- 03. Juni: Paul Lindau, deutscher Schriftsteller, Dramatiker und Theaterleiter († 1919)
- 06. Juni: Julius Peter Christian Petersen, dänischer Mathematiker († 1910)
- 09. Juni: Paul Sorauer, deutscher Botaniker († 1916)
- 10. Juni: Anna Bachofner, Schweizer Schriftstellerin († 1909)
- 10. Juni: Ion Creangă, rumänischer Schriftsteller († 1889)
- 10. Juni: Ludvig Holstein Ledreborg, dänischer Politiker († 1912)
- 11. Juni: Adriaan Joseph Heymans, belgischer Landschaftsmaler († 1921)
- 16. Juni: Adolf Breymann, deutscher Bildhauer († 1878)
- 18. Juni: Martin Greif, deutscher Dichter († 1911)
- 18. Juni: Oskar Becker, deutscher Attentäter († 1868)
- 20. Juni: Traugott Hermann von Arnim-Muskau, deutscher Diplomat und Abgeordneter († 1919)
- 21. Juni: Joaquim Maria Machado de Assis, brasilianischer Autor († 1908)
- 21. Juni: John Decatur Barry, Brigadegeneral der Konföderierten im Sezessionskrieg († 1867)
- 24. Juni: Heinrich Göschl, deutscher Bildhauer († 1896)
- 24. Juni: Emanuel Herrmann, österreichischer Nationalökonom und Erfinder der Postkarte († 1902)
- 27. Juni: August Wilhelm Otto Niemann, deutscher Schriftsteller († 1919)
- 27. Juni: George Mary Searle, US-amerikanischer Astronom und Geistlicher († 1918)

### Juli/August
- 02. Juli: Konstantin Jegorowitsch Makowski, russischer Maler († 1915)
- 03. Juli: Friedrich Arnd, deutscher Publizist († 1911)

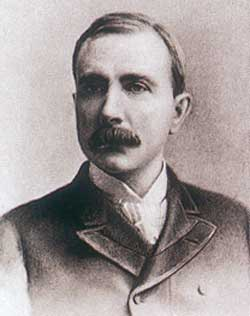
John D. Rockefeller, um 1875

- 08. Juli: John D. Rockefeller, US-amerikanischer Unternehmer († 1937)
- 10. Juli: Adolphus Busch, deutsch-amerikanischer Unternehmer, Brauereibesitzer († 1913)
- 10. Juli: Edmond de Grenus, Schweizer Offizier und Bankier († 1909)
- 11. Juli: Julius Euting, deutscher Bibliothekar († 1913)
- 12. Juli: David Edward Cronin, US-amerikanischer Maler († 1925)
- 14. Juli: Alexander Linnemann, deutscher Architekt, Glasmaler und Kunstgewerbler († 1902)
- 15. Juli: Eduard Köllner, deutscher Komponist († 1891)
- 17. Juli: Friedrich Gernsheim, deutscher Pianist, Dirigent und Komponist († 1916)
- 20. Juli: Gisbert von Romberg II., westfälischer Adeliger († 1897)
- 25. Juli: Francis Garnier, französischer Forschungsreisender († 1873)
- 25. Juli: Carl Ulrici, deutscher Schriftsteller († 1896)
- 25. Juli: Emil Usteri, Schweizer Jesuit und Hochschullehrer in Indien († 1914)
- 26. Juli: Max Auzinger, deutscher Zauberkünstler und Schauspieler († 1928)
- 27. Juli: Hermann Struckmann, deutscher Jurist († 1922)
- 31. Juli: Ignacio Andrade Troconis, venezolanischer Offizier und Politiker († 1925)
- 01. August: Middleton Barrow, US-amerikanischer Politiker († 1903)
- 04. August: Walter Pater, englischer Essayist und Kritiker († 1894)
- 07. August: Eduard Ebel, deutscher evangelischer Pfarrer und Dichter († 1905)
- 08. August: Otto Finsch, deutscher Forschungsreisender († 1917)
- 08. August: Nelson Appleton Miles, US-amerikanischer General († 1925)
- 09. August: Carl Theodor in Bayern, Schwiegervater des belgischen Königs Albert I. († 1909)
- 10. August: Alexander Grigorjewitsch Stoletow, russischer Physiker († 1896)
- 14. August: Alexander Reinhold Bohnstedt, deutscher Pädagoge und Botaniker († 1903)
- 17. August: Abdyl Frashëri, albanischer Politiker († 1892)
- 18. August: Hugh Archibald Clarke, kanadischer Komponist († 1927)
- 22. August: Johann Georg Mönckeberg, deutscher Politiker, Erster Bürgermeister von Hamburg († 1908)
- 23. August: George Clement Perkins, 14. Gouverneur von Kalifornien († 1923)
- 24. August: Eduard Nápravník, tschechischer Dirigent und Komponist († 1916)
- 26. August: Hernando Money, US-amerikanischer Politiker († 1912)

### September/Oktober
- 01. September: Otto Pfleiderer, deutscher protestantischer Theologe († 1908)
- 02. September: Bernhard Naunyn, deutscher Arzt (Internist und Krebsforscher) († 1925)
- 05. September: Franz Krolop, deutscher Sänger († 1897)
- 05. September: Richard von Poschinger, deutscher Kunstmaler († 1915)
- 06. September: Karl Jonas Mylius, deutscher Architekt († 1883)
- 06. September: Léonie Rouzade, französische Feministin und Schriftstellerin († 1916)
- 08. September: August Schreiber, deutscher Pfarrer und Missionar († 1903)
- 10. September: Charles Sanders Peirce, US-amerikanischer Mathematiker, Philosoph und Logiker († 1914)
- 12. September: Hagbard Berner, norwegischer Publizist und Politiker († 1920)
- 13. September: Friedrich Wilhelm Ruhfus, deutscher Buchdrucker, Unternehmer und Verleger († 1936)
- 17. September: Johann Eduard Jacobsthal, deutscher Architekt († 1902)
- 18. September: John Aitken, britischer Physiker und Meteorologe († 1919)
- 23. September: Christopher Bruun, norwegischer Geistlicher und Begründer der norwegischen Volkshochschule († 1920)
- 27. September: Christoph Arnold, deutscher Politiker († 1893)
- 28. September: Caroline Luxburg Abbot, deutsche Schriftstellerin († nach 1914)
- 29. September: James Kimbrough Jones, US-amerikanischer Politiker († 1908)
- 02. Oktober: Hans Thoma, deutscher Maler und Graphiker († 1924)
- 07. Oktober: Justus Knecht, deutscher katholischer Theologe und Schriftsteller († 1921)
- 08. Oktober: Johannes Otzen, deutscher Architekt († 1911)
- 10. Oktober: Francisco Giner de los Ríos, spanischer Philosoph und Pädagoge († 1915)
- 15. Oktober: Aretas B. Fleming, US-amerikanischer Politiker († 1923)
- 15. Oktober: Franz Treller, deutscher Schauspieler und Schriftsteller († 1908)
- 15. Oktober: Chester B. Jordan, US-amerikanischer Politiker († 1914)
- 18. Oktober: Johann August Edmund Mojsisovics von Mojsvár, österreichischer Paläontologe und Geologe († 1907)
- 19. Oktober: Adolf von Guttenberg, österreichischer Professor für Forstwirtschaft († 1917)
- 19. Oktober: Almon B. Strowger, US-amerikanischer Erfinder († 1902)
- 20. Oktober: Florêncio de Abreu, brasilianischer Rechtsanwalt, Journalist, Autor und Politiker († 1881)
- 20. Oktober: Marie Festetics, ungarische Hofdame († 1923)
- 21. Oktober: Georg von Siemens, deutscher Bankier († 1901)
- 28. Oktober: Friedrich Goll, Schweizer Orgelbauer († 1911)

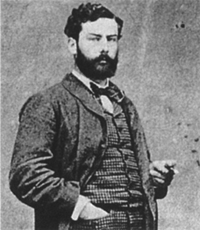
Alfred Sisley

- 30. Oktober: Adolph Freiherr von Asch zu Asch auf Oberndorff, deutscher General († 1906)
- 30. Oktober: Alfred Sisley, französischer Maler des Impressionismus († 1899)

### November/Dezember
- 01. November: Ahmed Muhtar Pascha, Großwesir des Osmanischen Reiches († 1919)
- 03. November: Pomaré V., tahitianischer König († 1891)
- 04. November: Thomas MacDonald Patterson, US-amerikanischer Politiker († 1916)
- 07. November: Henry Holmes, englischer Komponist, Geiger und Musikpädagoge († 1905)
- 07. November: Hermann Levi, deutscher Orchesterdirigent († 1900)
- 09. November: Paule Mink, französische Feministin († 1901)
- 11. November: Karl von Stünzner, preußischer General († 1914)
- 16. November: Terencio Sierra, Präsident von Honduras († 1907)
- 18. November: August Kundt, deutscher Physiker († 1894)
- 20. November: Otto Welter, deutscher Jurist und Bergsteiger († 1880)
- 23. November: Isaac Delgado, Zuckerhändler und Philanthrop in New Orleans († 1912)
- 24. November: Georg Wilhelm Ferdinand von Amann, preußischer General († 1928)
- 28. November: Crescente Errázuriz Valdivieso, chilenischer Dominikanerbruder, Erzbischof von Santiago de Chile, Kirchenhistoriker und -rechtler († 1931)
- 29. November: Ludwig Anzengruber, österreichischer Dramatiker, Erzähler und Dichter († 1889)
- 29. November: Elisha Dyer junior, US-amerikanischer Politiker († 1906)
- 05. Dezember: Pascual Ortega Portales, chilenischer Maler († 1899)
- 05. Dezember: George Armstrong Custer, US-amerikanischer Kavalleriegeneral († 1876)
- 07. Dezember: Redvers Buller, britischer Oberbefehlshaber in der ersten Phase des Burenkrieges († 1908)
- 07. Dezember: Gustav Mützel, deutscher Maler († 1893)
- 12. Dezember: Anna Katharina Kasch, deutsche Schriftstellerin und Übersetzerin († 1900)
- 13. Dezember: George Washington Steele, US-amerikanischer Politiker († 1922)
- 14. Dezember: Gottlieb Leuchtenberger, deutscher Pädagoge und Philosoph († 1914)
- 15. Dezember: Hilarius von Sexten, österreichischer Kapuziner und Moraltheologe († 1899)
- 16. Dezember: José Miguel Blanco, chilenischer Bildhauer († 1897)
- 18. Dezember: Emilio Praga, italienischer Maler, Schriftsteller und Librettist († 1875)
- 18. Dezember: Théodule Ribot, französischer Psychologe und Philosoph († 1916)
- 22. Dezember: John Nevil Maskelyne, britischer Bühnenzauberer und Erfinder († 1917)
- 23. Dezember: Otto Kersten, deutscher Afrikaforscher, Chemiker und Geograph († 1900)

### Genaues Geburtsdatum unbekannt
- Max Amberger, deutscher Instrumentenbauer († 1889)
- Nawab Mohammad Mazahr ud-Din Khan Asman Jah Rafath Jung, indischer Fürst († 1898)
- Ali Rıza Efendi, Vater des Staatsgründers der Türkei Mustafa Kemal Atatürk († 1888)
- Mardiros Minakyan, armenischer Schauspieler, Theaterregisseur und Gründer des modernen türkischen Theater († 1920)
- Frederick Augustus Packer, australischer Organist, Komponist und Musikpädagoge († 1902)
- George Rignold, australischer Schauspieler († 1912)
- Wilhelm Schlesinger, österreichischer Mediziner und Schriftsteller († 1896)
- John Player, britischer Unternehmer († 1884)

## Gestorben

### Erstes Halbjahr
- 02. Januar: Josef Krasoslav Chmelenský, tschechischer Kritiker, Dichter, Librettist und Volksaufklärer (* 1800)
- 04. Januar: Jean-Augustin Franquelin, französischer Kunstmaler (* 1798)
- 08. Januar: Christian Jacob Wagenseil, deutscher Schriftsteller, Aufklärer und Publizist (* 1756)
- 10. Januar: Christoph von Lieven, russischer General und Diplomat (* 1777)
- 12. Januar: Joseph Anton Koch, österreichischer Maler (* 1768)
- 19. Januar: Ludwig Wilhelm, Landgraf von Hessen-Homburg (* 1770)
- 26. Januar: Stephen Van Rensselaer, US-amerikanischer Politiker, General und Philanthrop (* 1764)
- 01. Februar: Albrecht Besserer von Thalfingen, bayerischer General und Kriegsminister (* 1787)
- 01. Februar: Giuseppe Valadier, italienischer Architekt, Städtebauer, Archäologe und Goldschmied (* 1762)
- 06. Februar: Heinrich August Wilhelm von Bülow, Oberforstmeister (* 1782)
- 14. Februar: Gottlieb Friedrich Wagner, schwäbischer Mundartdichter (* 1774)
- 15. Februar: Thomas Dolliner, österreichischer Jurist und Hochschullehrer (* 1760)

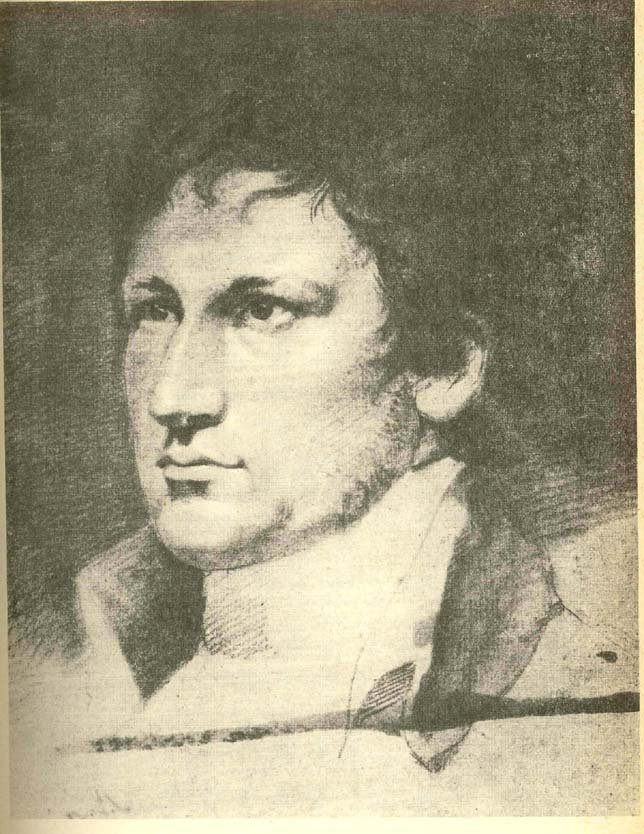
Ludwig Berger, Zeichnung von Philipp Otto Runge, 1801/02

- 16. Februar: Ludwig Berger, deutscher Komponist, Pianist und Klavierpädagoge (* 1777)
- 23. Februar: Michail Speranski, russischer Staatsmann und liberaler Reformer (* 1772)
- 24. Februar: Roch-Ambroise Auguste Bébian, erster nicht-tauber Beherrscher der Gebärdensprache (* 1789)
- 24. Februar: Johann Gotthelf Richter, deutscher Jurist (* 1778)
- 01. März: Carl Friedrich Ludwig von Gontard, Berliner Oberstleutnant und Ehrenbürger (* 1764)
- 05. März: Andreas Kretzschmer, deutscher Jurist und Volksliedforscher (* 1775)
- 08. März: Christian Friedrich von Cochenhausen, hessischer Generalleutnant und Kriegsminister sowie Bibliotheksgründer (* 1769)
- 08. März: Aloisia Lange, Sängerin (Sopran), eine der wichtigsten Interpretinnen der Werke Mozarts ihrer Zeit
- 11. März: Nicolas Alexandre Salins de Montfort, französischer Architekt (* 1753)
- 13. März: Wenzel Robert von Gallenberg, österreichischer Komponist, Intendant und Schöpfer von Ballettmusiken (* 1783)
- 13. März: Johann Schön, österreichischer Jurist, Staatswissenschaftler und Schriftsteller (* 1802)
- 19. März: Stephan Schütze, deutscher Schriftsteller, gehörte zum Goethekreis (* 1771)
- 20. März: Caspar Voght, deutscher Unternehmer, Sozialreformer (* 1752)
- 24. März: Christian Gottlob Wild, deutscher Pfarrer und Begründer der Mundartdichtung des Erzgebirges (* 1785)
- 01. April: Benjamin Pierce, US-amerikanischer Politiker (* 1757)
- 07. April: Tobias Feilner, deutscher Töpfermeister und Tonwarenfabrikant (* 1773)
- 08. April: Pierre Prevost, französisch-schweizerischer Philosoph und Physiker (* 1751)
- 10. April: Daniel Steinmann, Schweizer Kaufmann und Politiker (* 1779)
- 18. April: Johann Gottfried Pahl, württembergischer Autor, Geistlicher und Politiker (* 1768)
- 19. April: Aaron Ogden, US-amerikanischer Politiker (* 1756)
- 22. April: Samuel Smith, US-amerikanischer Politiker (* 1752)
- 23. April: Jacques Félix Emmanuel Hamelin, französischer Admiral (* 1768)
- 29. April: Duncan McArthur, US-amerikanischer Politiker (* 1772)
- 04. Mai: Denis Dawydow, russischer Kriegsschriftsteller und Dichter (* 1784)
- 05. Mai: Eduard Gans, deutscher Jurist, Rechtsphilosoph und Historiker (* 1798)
- 07. Mai: José María Heredia, kubanischer Dichter (* 1803)
- 13. Mai: Joseph Fesch, französischer Kardinal, Erzbischof von Lyon (* 1763)
- 18. Mai: Caroline Bonaparte, Schwester von Napoleon Bonaparte, Königin von Neapel (* 1782)
- 21. Mai: Johann Christoph Friedrich GutsMuths, deutscher Pädagoge und Mitbegründer des Turnens (* 1759)
- 25. Mai: Karl Joseph von Riccabona, Bischof von Passau (* 1761)
- 30. Mai: Jean-Antoine Verdier, französischer General (* 1767)
- 08. Juni: Aloisia Lange, deutsche Opernsängerin und Gesangspädagogin (* 1759/61)
- 13. Juni: Jacob Friedrich Georg Emmrich, deutscher Jurist und Hochschullehrer (* 1766)
- 17. Juni: William Cavendish-Bentinck, britischer General und Staatsmann (* 1774)
- 20. Juni: Amalie Tischbein, deutsche Zeichnerin, Miniaturmalerin und Radiererin (* 1757)
- 21. Juni: Bonifác Buzek, tschechischer Priester, Volksaufklärer, Philosoph und Pädagoge (* 1788)
- 22. Juni: Major Ridge, Krieger und Häuptling der Cherokee (* um 1771)
- 23. Juni: Hester Stanhope, britische Abenteurerin (* 1776)
- 23. Juni: Juan Cruz Varela, argentinischer Schriftsteller, Journalist und Politiker (* 1794)
- 27. Juni: Ranjit Singh, erster Herrscher des geeinigten Punjab (* 1780)

### Zweites Halbjahr
- 01. Juli: Mahmud II., osmanischer Sultan (* 1785)
- 05. Juli: Karl Friedrich Zepernick, deutscher Rechtswissenschaftler und Richter (* 1751)
- 10. Juli: Fernando Sor, spanischer Gitarrist und Komponist (* 1778)
- 16. Juli: Franz Xaver Glöggl, österreichischer Musikgelehrter und Domkapellmeister zu Linz (* 1764)
- 16. Juli: Christian August Günther, deutscher Jurist (* 1758)
- 28. Juli: Philipp Wilhelm van Heusde niederländischer Philosoph, Historiker, Philologe, Bibliothekar und Rhetoriker (* 1778)

- 05. August: Bhimsen Thapa, Regierungschef des Königreichs Gorkha (Nepal) (* 1775)
- 22. August: Johann Hartmann Bernhard, deutscher Orgelbauer (* 1773)
- 28. August: François Régis de La Bourdonnaye, französischer Minister (* 1767)
- 28. August: William Smith, englischer Ingenieur und Geologe (* 1769)

- 01. September: Vicenç Cuyàs, katalanischer Komponist (* 1816)
- 09. September: Johann Christoph Funck, deutscher Brauereibesitzer und Politiker (* 1759)
- 09. September: Johannes Hegetschweiler, Schweizer Mediziner, Botaniker und Politiker (* 1789)
- 12. September: Paul Julius Arter, schweizerischer Zeichner und Radierer (* 1797)
- 20. September: Thomas Masterman Hardy, britischer Marineoffizier, Admiral (* 1769)
- 24. September: Robert Young Hayne, US-amerikanischer Politiker (* 1791)
- 26. September: Georg Gottlieb Ammon, deutscher Pferdezüchter und Autor (* 1773)
- 28. September: William Dunlap, US-amerikanischer Maler und Schriftsteller (* 1766)

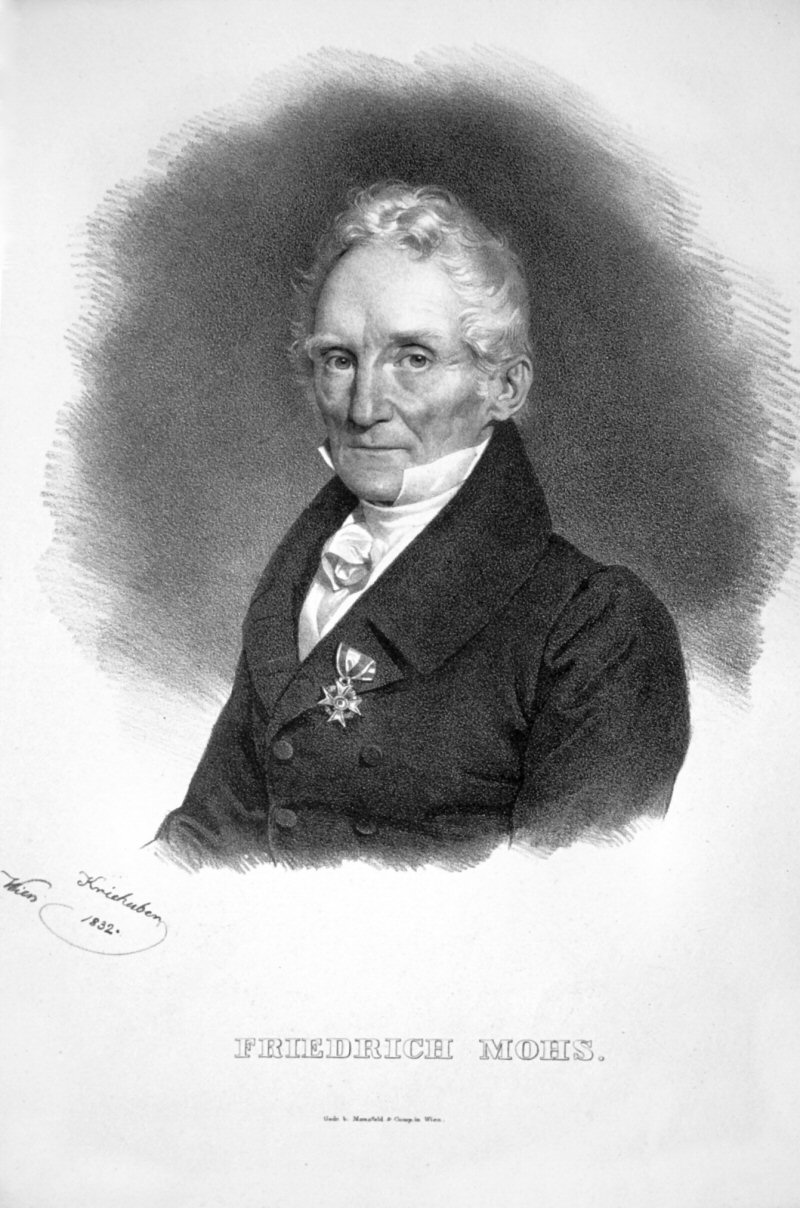
Friedrich Mohs, 1832

- 29. September: Friedrich Mohs, deutscher Mineraloge (* 1773)
- 30. September: Joseph François Michaud, französischer Historiker (* 1767)

- 11. Oktober: D. Leonor de Almeida Portugal, portugiesische Adelige und Lyrikerin (* 1750)
- 18. Oktober: François-Josèphe Kinson, flämischer Maler (* 1771)
- 25. Oktober: Conrad Karl Friedrich von Andlau-Birseck, badischer Politiker (* 1766)
- 26. Oktober: Joseph Franz von Jacquin, österreichischer Botaniker und Chemiker (* 1766)

- 02. November: Johann Karl Osterhausen, deutscher Mediziner (* 1765)
- 12. November: Nahum Parker, US-amerikanischer Politiker (* 1760)
- 15. November: Giocondo Albertolli, Schweizer Bildhauer und Architekt (* 1742)
- 15. November: William Murdoch, schottischer Erfinder (* 1754)
- 17. November: Pierre-Louis de Blacas d’Aulps, französischer Staatsmann und Diplomat (* 1771)
- 21. November: Nikolaus von Flüe, Schweizer Offizier in französischen Diensten und Landeshauptmann (* 1763)
- 29. November: Wilhelmine von Sagan, Herzogin von Sagan (* 1781)

- 03. Dezember: Friedrich VI., dänischer und norwegischer König (* 1768)
- 06. Dezember: Christoph Wilhelm Zuckermandel, deutscher Schneider und Mathematiker (* 1767)
- 07. Dezember: Andreas Metz, deutscher Geistlicher, Philosoph, Mathematiker und Professor (* 1767)
- 07. Dezember: Jan August Vitásek, böhmischer Komponist (* 1770)
- 10. Dezember: Johann Daniel Hensel, deutscher Pädagoge, Schriftsteller und Komponist (* 1757)
- 15. Dezember: Mathieu Ignace van Brée, belgischer Maler, Bildhauer und Architekt (* 1773)
- 19. Dezember: Meinrad Amann, österreichischer Abt des Stifts St. Paul (* 1785)
- 21. Dezember: Andreas Dung-Lac, vietnamesischer katholischer Priester (* 1785)
- 21. Dezember: Hans Conrad Finsler, Schweizer Militär und Politiker (* 1765)
- 22. Dezember: Robert Todd Lytle, US-amerikanischer Politiker (* 1804)
- 30. Dezember: William Hilton, englischer Maler (* 1786)
- 30. Dezember: Abraham J. Williams, US-amerikanischer Politiker (* 1781)

### Genaues Todesdatum unbekannt
- Johann Ferdinand Albert, deutscher Beamter (* 1745)